# Tulku
En tulku är en lama (lärare) inom den tibetanska buddhismen som medvetet väljer att återfödas om och om igen på jorden, för att hjälpa medvetna varelser.
En tulku är i praktiken en nirmanakaya, alltså en kroppslig manifestation av en buddha. Det är dock möjligt för medvetna varelser om ännu inte uppnått buddhaskap att också uppnå olika buddhakroppar, såsom niramanakaya. Det är dock omöjligt för varelser som inte är buddhor att se skillnad på en vanlig varelse och en buddha, vilket gör att det inte är möjligt att veta om en särskild tulku är en buddha eller om personen i fråga bara är en mycket avancerad utövare. Om tulkun inte är en buddha, har han åstadkommit detta genom mycket avancerade tantriska utövningsformer som tillhör det högsta yogatantrat. Detta utövande gör det möjligt för många tibetanska lamor att på så vis återfödas om och om igen på jorden, där varje återfödelse går att känna igen. En sådan återuppstående lama får titeln Rinpoche. Tibetanska lamor som är ledare för olika kloster får dock också denna titel, så alla tibetanska lamor som har titeln rinpoche är inte tulkor. En tulku sägs ha stor kontroll över sin återfödelse, vilket gör det möjligt för han att själv välja vart han ska återfödas. Oftast lämnar en tulku instruktioner till de efterlevande så att de kan hitta den nya återfödelsen. Det är även möjligt för en tulku att återfödas i flera olika kroppar samtidigt, exempelvis kan då en tulkus tal återfödas i en människa, och en tulkus sinne återfödas i en annan.
Över 3000 olika tulkor har identifierats, där de flesta har varit män. Några kända tulkor är:
- Dalai Lama, andligt överhuvud för Gelug
- Panchen Lama, andlig ledare inom Gelug
- Karmapa, andligt överhuvud för Karma Kagyu
- Gyalwang Drugpa, andligt överhuvud för Drugpa-Kagyü
- Samding Dorje Phagmo, den högst rankande kvinnliga tulkun inom tibetansk buddhism.